# Auguste Cornu
Auguste Cornu (1888-1981) byl francouzský filozof, teoretik a historik marxismu. Jeho dílo K. Marx a B. Engels. Život a činnost je podle názoru Teodora Ojzermana nejzajímavější z prací západních marxistů. Vědecká veřejnost v Sovětském svazu vysoko hodnotila dílo francouzského marxisty, což dokazuje i jmenování A. Cornua čestným členem Akademie věd SSSR.

## Dílo
- Karl Marx: L’Homme et l'oeuvre: De l’Hégélianisme au matérialisme historique (1818–1845). Paris, 1934.
- Karl Marx und die Entwicklung des modernen Denkens. Berlin, 1950.
- Essai de critique marxiste. Paris [1951].
- Karl Marx: Die ökonomisch-philosophischen Manuskripte. Berlin, 1955.